# Guy Lintz
Guy Pierre Émile Lintz, né le 26 mars 1944 à Meymac (Corrèze) et mort le 29 octobre 2021 à Limoges, est un historien, archéologue et conservateur du patrimoine français.
Il est spécialisé dans l'histoire antique du Limousin et plus particulièrement les périodes gauloises (Lémovices) et romaines.

## Biographie

### Début de carrière
Guy Lintz occupe, au début de sa vie professionnelle, un poste de chef de gare sur le plateau de Millevaches, de juillet 1963 à août 1971. Il rencontre très tôt une figure régionale, Marius Vazeilles, qui le mène rapidement sur la voie de l'archéologie.
Ultérieurement, il suit, au sein de l'École pratique des hautes études (4° section), les enseignements de Paul-Marie Duval.
De 1966 à 1967, il reprend la fouille de l'établissement antique de Gourdon-Murat. Les dernières dataient de 1936. Ses travaux mettent en évidence trois phases d'occupation sur le site allant du milieu du Ier à la fin du IIIe siècle.
Il rejoint la direction des Antiquités historiques du Limousin en 1971 en tant qu'agent technique. Ses missions sont variées : contrôle des fouilles, sauvetages, encadrement de jeunes débutants, production graphique et gestion du matériel de chantier. En 1972, aux côtés de Pascal Texier, les fouilles de sauvetage de l'abbatiale Saint-Martial de Limoges lui sont confiées. De 1973 à 1974, il est le seul responsable du chantier archéologique.
En 1975, il sonde le site de l'enceinte du puy de Sermus à Saint-Geniez-ô-Merle au lieu-dit Le Bos. Il est alors agent technique auprès de la DRAC. La même année et jusqu'en 1976, il poursuit la fouille d'un bâtiment sur le site gallo-romain des Cars à Saint-Merd-les-Oussines. Jean-Michel Desbordes rapporte qu'il relève avec exactitude les plans du sanctuaire et de ce bâtiment qui se révèle être une villa composée de plusieurs salles.

### Publications, thèse
Jusqu'en 1981, Guy Lintz signe plus d'une cinquantaine de publications. La même année, il supervise et réalise la Carte archéologique de la Gaule pour le département de la Corrèze.
De 1981 à 1982, il dirige les campagnes de fouilles du site du sanctuaire des Jaillants à Pradines. Ces deux nouvelles campagnes de fouilles révèlent une occupation antérieure à sa construction. La conduite de ces campagnes successives a permis d'avoir une connaissance plus précise du site. La découverte de céramique gauloise permet de mieux situer dans le temps l'occupation du sanctuaire au Ier siècle av. J.-C. et de montrer que la construction du Fanum était postérieure à cette époque, puis de mettre en évidence la période d'abandon du monument avant la fin du IIIe siècle.
En 1989, à 45 ans, il soutient une thèse en art et en archéologie à l'université Paris I intitulée « L'utilisation de la micro-informatique en archéologie, un exemple : la céramique commune gallo-romaine en Limousin » sous la direction de Jean Marcadé, pour laquelle il obtient une mention "très honorable". Au cours de ce travail, il s'emploie à la réalisation d'un fichier informatique descriptif des céramiques. Il met en évidence la céramique funéraire par rapport à la céramique d'habitat. Cet intérêt pour le funéraire, Guy Lintz le garde tout au long de sa vie, et s'intéresse aux rites mortuaires par le biais des techniques d’inhumation, d’incinération, les coffres, urnes et monuments funéraires et les objets qui accompagnaient le défunt dans la mort.
En 1990, il est nommé conservateur du patrimoine de 1ère classe puis en 1993, il est nommé conservateur en chef du patrimoine.

### «Saint-Gence, le village gaulois»
À partir de 1998, Guy Lintz dirige les fouilles archéologiques menées sur la commune de Saint-Gence (Haute-Vienne), qui acquiert grâce à lui sa notoriété archéologique. Dix campagnes vont se suivre sur trois parcelles non contiguës (Le Pâtureau, Le Bourg, La Gagnerie), qui permettent de fouiller sur 6 000 m2 près de 3 000 structures gauloises (trous de poteaux, fosses, puits). Au total, sur dix années de fouilles, 100 000 tessons d'amphores sont exhumés. Une grande majorité de ces vestiges se rapporte à La Tène jusqu'au début de l'époque romaine.
À l'initiative de Guy Lintz, la ville de Saint-Gence ouvre le musée archéologique de la cité des Lémovices. Il trie et met en valeur les objets exposés, rédige les textes les accompagnant, dans une optique de vulgarisation. Il donne des conférences auprès d'associations locales afin de faire connaître le site.

#### Le Pâtureau
Un projet de lotissement communal nécessite un diagnostic archéologique préalable visant deux parcelles. À la lecture des premiers résultats, il est décidé de n'en privilégier qu'une des deux, où les structures semblent plus nombreuses. Cette parcelle d'environ 35 m sur 45 m est fouillée en 1998 et 1999 et révèle 600 structures organisées de façon régulière avec quatre concentrations de trous de poteaux. Ces zones correspondent à l'emplacement de constructions qui se sont succédé durant 150 à 200 ans.

#### Le Bourg
En 1998, un autre projet de lotissement à l'est du bourg requiert un nouveau diagnostic archéologique portant sur une surface de 4 hectares. Ce diagnostic révèle une structure gallo-romaine constituée de murs associés à des fossés, des trous de poteau et des fosses. Deux autres ensembles de structures à l'est de la parcelle indiquent une occupation à la période Tibère-Claude.

#### La Gagnerie
Un nouveau projet de construction entraîne une autre fouille, conduite de 2003 à 2007. Elle permet d'identifier la limite sud de l'agglomération. Sur cette parcelle de nombreux trous de poteaux sont mis au jour, ainsi que des puits et des fosses de plusieurs dimensions. Un millier de structures en creux est fouillé.
Sur le site de La Gagnerie, un autre projet de construction conduit à un nouveau diagnostic, sur une superficie de 5 hectares, d'abord en 2007 puis en 2009. Conduites par Christophe Maniquet, archéologue de l'INRAP, ces fouilles se concentrent sur 3 200 m2 et révèlent 537 structures en creux (trous de poteaux de bâtiments…). Neuf puits sont également identifiés mais quatre seulement sont inspectés.

### Retraite et implications diverses
En 2005, à 61 ans, il prend sa retraite sans pour autant stopper ses recherches. Par ailleurs, il conserve sa charge honoraire en qualité de conservateur du patrimoine à la DRAC Limousin.
Il publie une partie de son travail sur son site internet Nalfin. Par ce biais, une très grande partie de ses recherches est rendue accessible, concernant le site de Saint-Gence, la tombe gauloise de Saint-Augustin, la nécropole gallo-romaine de Pontarion, le site gallo-romain des Mazières et la céramique commune gallo-romaine en Limousin. Il coécrit plusieurs de ses articles avec sa femme, Catherine. Ses multiples contributions ont grandement participé à connaître l'histoire antique du Limousin.
De 2010 à 2015, il est vice-président de l'association Fondation Marius-Vazeilles qui gère le musée d'archéologie et du patrimoine Marius-Vazeilles de Meymac. Conseiller scientifique pour l'archéologie antique et protohistorique, il participe notamment à la mise en place d'expositions temporaires comme celle sur les Étrusques en 2017 et celle sur les Gaulois en 2019.
En 2019, il est présent lors de l'inauguration du musée archéologique de la cité des Lémovices, à Saint-Gence (Haute-Vienne).
Il meurt le 29 octobre 2021, à l'âge de 77 ans à Limoges (Haute-Vienne). Il est enterré au cimetière de Nexon.

### Hommages

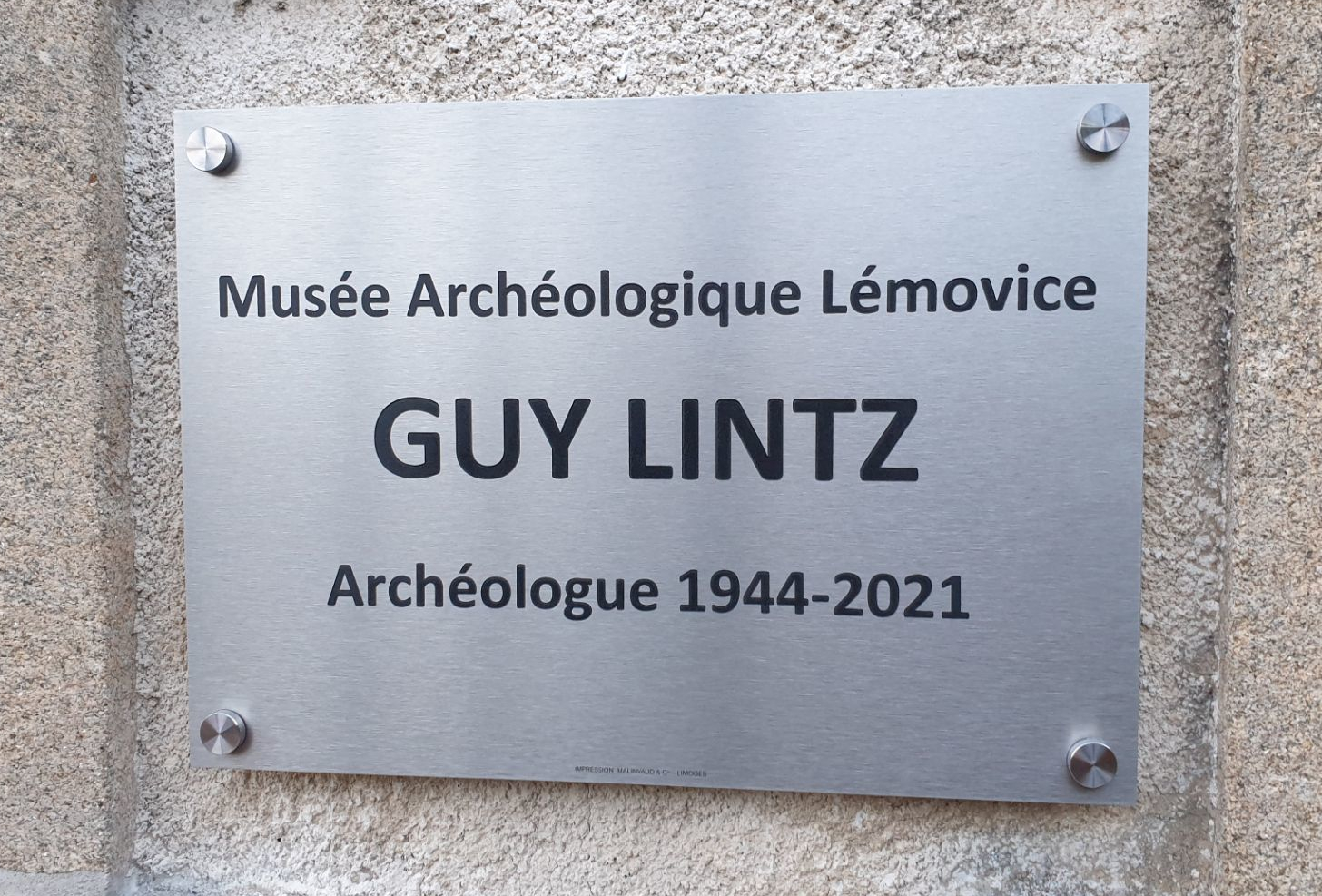
Plaque du Musée archéologique lémovice Guy Lintz de Saint-Gence.

Le 14 novembre 2021, un hommage lui est rendu lors d'une conférence organisée par l'association Les Lémovices en fête.
Le 17 mars 2023, le musée archéologique de la cité des Lémovices de Saint-Gence prend le nom de « Musée archéologique lémovice Guy Lintz »,,.

## Publications
De 1967 à 2017, Guy Lintz signe 139 publications, composées d'articles de revues et bilans scientifiques mais aussi de livres telles que sa participation à l'établissement de la Carte archéologique de la Gaule (1981) ou de son ouvrage Saint-Gence, le village gaulois (2012).
Liste non exhaustive triée par ordre chronologique (du plus récent au plus ancien).

### Ouvrages
- Guy Lintz, Saint-Gence : Le village gaulois, Limoges, Culture et Patrimoine en Limousin, 2012, 104 p. (ISBN 978-2-911167-75-1)
- Guy Lintz, La nécropole gallo-romaine des Sagnes à Pontarion (Creuse), Des publications Chauvinoises, Mémoire XX, 2001, 372 p. (ISBN 978-2-909165-46-2)
- Guy Lintz et Isabelle Sautereau, Sanctuaires et habitat antiques de la Montagne limousine : Les Cars (Corrèze), Itinéraires du Patrimoine, 1996, 22 p. (ISBN 978-2-911167-08-9), chap. 113
- Guy Lintz, La Corrèze, Paris, Académie des inscriptions et belles-lettres, coll. « Carte archéologique de la Gaule » (no 19), 1992, 223 p. (ISBN 2-87754-017-0, lire en ligne).
- Guy Lintz, Thierry Zimmer et Benoît-Henri Papounaud, Rougnat et son église, Creuse. Un décor exceptionnel du XVIIIe siècle, Limoges, Culture et patrimoine en Limousin, coll. « Itinéraires du patrimoine » (no 174), 1998 (ISBN 2-911167-18-X).
- Jean-Michel Desbordes, Claire Moser-Gautrand, Guy Lintz et François Moser, Les origines de Brive, Brives, Association des antiquités historiques du Limousin, 1982, 71 p.
- Carte archéologique de la Gaule romaine, Corrèze, CNRS, fasc. XIV, 1981, 164 p. (ISBN 978-2-877540-17-9, lire en ligne)

### Articles
- Guy Lintz, « Les rites funéraires gallo-romains en Limousin », dans Marius Vazeilles et le développement du territoire de Millevaches d’hier à demain, Meymac, Association « Fondation Marius Vazeilles », 2015 (lire en ligne), p. 51-62
- Guy Lintz, « Saint-Gence (Haute-Vienne), le village gaulois », dans Isabelle Bertrand, Alain Duval, Joé Gomez de Soto et Patrick Maguer (dir.), Les Gaulois entre Loire et Dordogne. Actes du XXXIe colloque inter national de l’Association Française pour l’Étude de l’Âge du Fer, 17-20 mai 2007, Chauvigny (Vienne, F), t. 1, Chauvigny, Association des publications chauvinoises, coll. « Mémoire » (no XXXIV), 2009 (ISBN 978-2-909165-83-7), p. 155-180

## Liste exhaustive des fouilles archéologiques réalisées
- 1965 - Gourdon-Murat (Corrèze) : Fouille et étude d'un four de tuilier gallo-romain (responsable : C. Manoux)
- 1966, 1967 - Gourdon-Murat (Corrèze) : Sondages à l'emplacement d'une villa gallo-romaine (responsable : C. Manoux)
- 1968 - Margerides et Saint-Julien-près-Bort (Corrèze) : Sanctuaire et habitat gallo-romain (responsable : A. Sirat)
- 1970 - Glandon (Haute-Vienne) : Tumuli (responsable : J. Lambert)
- 1970 - Pérols-sur-Vézère (Corrèze) : Canalisation en bois dans une tourbière (responsable G. Lintz)
- 1971 - Argentomagus (Indre) : Sanctuaire gallo-romain (responsable : Dr. J. Allain)
- 1972 - Aubusson (Creuse) : Enceinte du camp des Châtres (responsable : M. Dayras)
- 1972 - 1973 : Saint-Priest-de-Gimel (Corrèze) : Tumulus (responsable G. Lintz)
- 1972, 1973, 1974, 1975 : Limoges (Haute-Vienne) : Nécropole paléochrétienne (responsable G. Lintz)
- 1973, 1974, 1975 - Evaux-les-Bains (Creuse) : Structures annexes des thermes (responsable G. Lintz)
- 1974 - Limoges (Haute-Vienne) : Thermes (responsable : Y. de Kisch)
- 1974 - Saint-Merd-les-Oussines (Corrèze) : Habitat gallo-romain (responsable : Y. de Kisch)
- 1975 - Limoges (Haute-Vienne) : Thermes (responsable : G. Lintz)
- 1975 - 1976 - Saint-Merd-les-Oussines (Corrèze) : Habitat gallo-romain (responsable : G. Lintz)
- 1976 - Sauviat-Sur-Vige (Haute-Vienne) : Sépultures gallo-romaines (responsable : G. Lintz)
- 1977 - 1978 - Tarnac (Corrèze) : Tumuli (responsable : G. Lintz)
- 1979 - Viam (Corrèze) : Tumulus (responsable : G. Lintz)
- 1980 - Brive-la-Gaillarde (Corrèze) : Ancienne église Saint-Cernin (responsable : G. Lintz)
- 1981 - 1982 - Pradines (Corrèze) : Sanctuaire gallo-romain des Jaillants (responsable : G. Lintz)
- 1983 - Veyrac (Haute-Vienne) : Chœur de l'église (responsable : G. Lintz)
- 1983 - Eybouleuf (Haute-Vienne) : Occupation du 2ème Age-du-Fer (responsable : G. Lintz)
- 1983 - Condat-Sur-Ganaveix (Corrèze) : Tumulus (responsable : G. Lintz)
- 1986 - 1990 - Pontarion (Creuse) : Nécropole gallo-romaine (responsable : G. Lintz)
- 1990 - Bessines-sur-Gartempe (Haute-Vienne) : Sépultures gallo-romaines (responsable : G. Lintz)
- 1992 - Saint-Augustin (Corrèze) : Sépulture gauloise (responsable : G. Lintz)
- 1998 –1999 – Saint-Gence (Haute-Vienne) - Le Pâtureau : agglomération gauloise (responsable G. Lintz)
- 2000 - 2002 – Saint-Gence (Haute-Vienne) - Le Bourg : agglomération gauloise, structures antiques et médiévales (responsable G. Lintz)
- 2001 - 2002 – Pompei (Italie) : atelier de peintre (Reg. I, 9,9). Fouille des niveaux immédiatement antérieurs à 79 (avec M. Tuffreau-Libre)
- 2003 - 2004 Gourdon-Murat  (Corrèze) : Monument funéraire antique (responsable G. Lintz)
- 2003 - 2006 Saint-Gence (Haute-Vienne) - La Gagnerie : Agglomération gauloise (responsable G. Lintz)

### Hommage
- Hélène Mousset, « In Memoriam Guy Lintz », Bilan scientifique de la région Nouvelle-Aquitaine 2019,‎ avril 2022, p. 28 (ISSN 2650-8346, lire en ligne, consulté le 3 mars 2025)